# Дендрарий Ататюрка
Дендрарий Ататюрка (тур. Atatürk Arboretum) — дендрарий, основан в 1992 году и расположен в пригородной зоне Стамбула (район Сарыер, провинция Стамбул, Турция). Общая площадь дендрария составляет 296 га (730 акров). Дендрарий является членом Международного совета ботанических садов по охране растений (BGCI) и имеет международный идентификационный код ATATA. 

## История
В 1949 году Хайреттин Каяджик, профессор факультета лесного хозяйства Стамбульского университета, предложил создать дендрарий. Сначала для дендрария был выделен участок площадью 38 га. 
Между 1959 и 1961 годами Камиль Гине, инспектор ботанического сада Сорбонны, занималась планированием сети дорог внутри дендрария. Из-за нехватки средств выполнение проекта заняло много времени. 
Открытый 12 июля 1982 и назван в честь Мустафы Кемаля Ататюрка (1881—1938), основателя Турецкой Республики, в честь его 100-летнего юбилея. Дендрарий принадлежит и финансируется Главным управлением лесного хозяйства, также выполняет административные функции. Факультет лесного хозяйства Стамбульского университета является научным партнёром ботанического сада. 

## Галерея

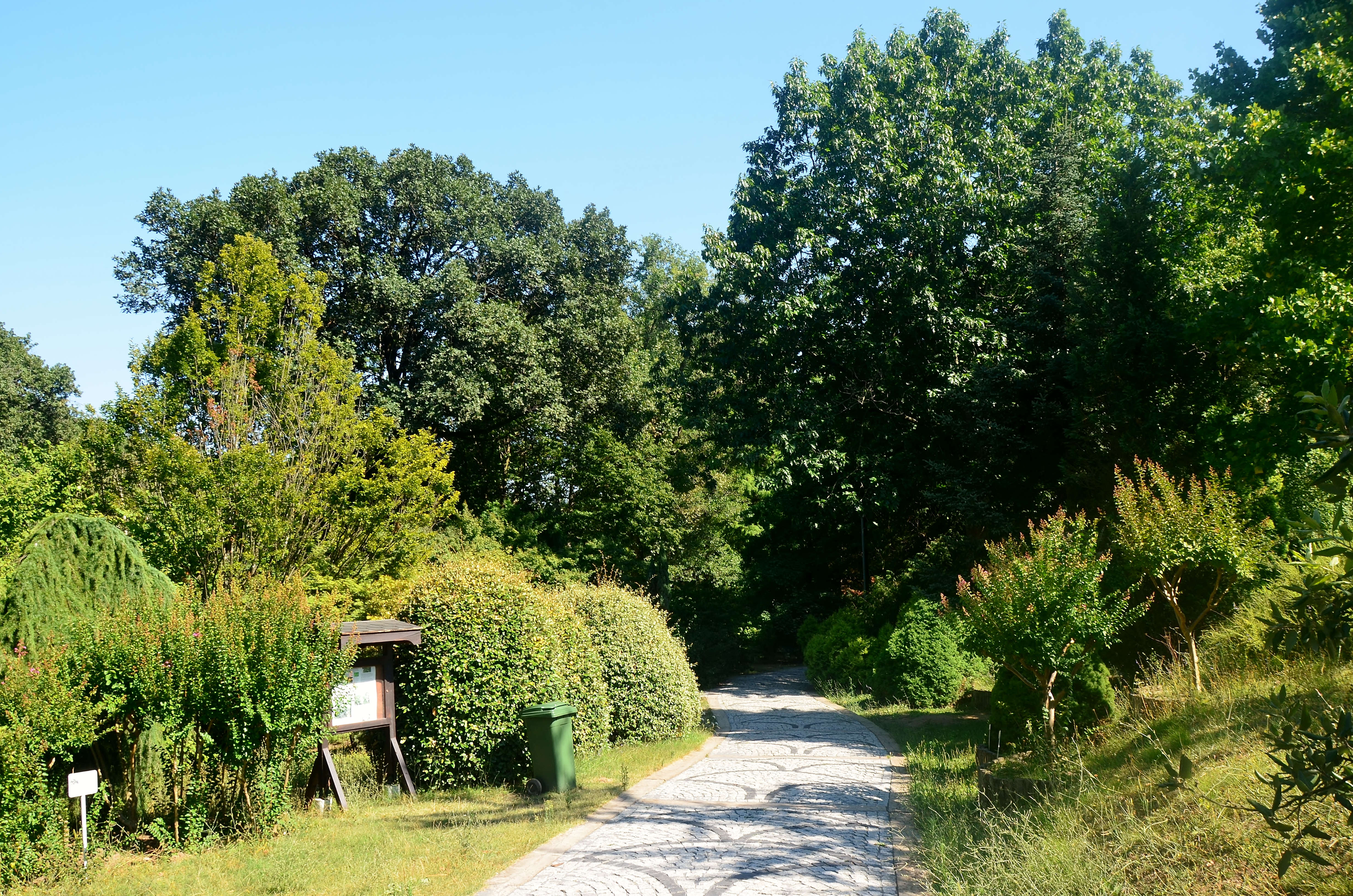
Вид на дендрарий.
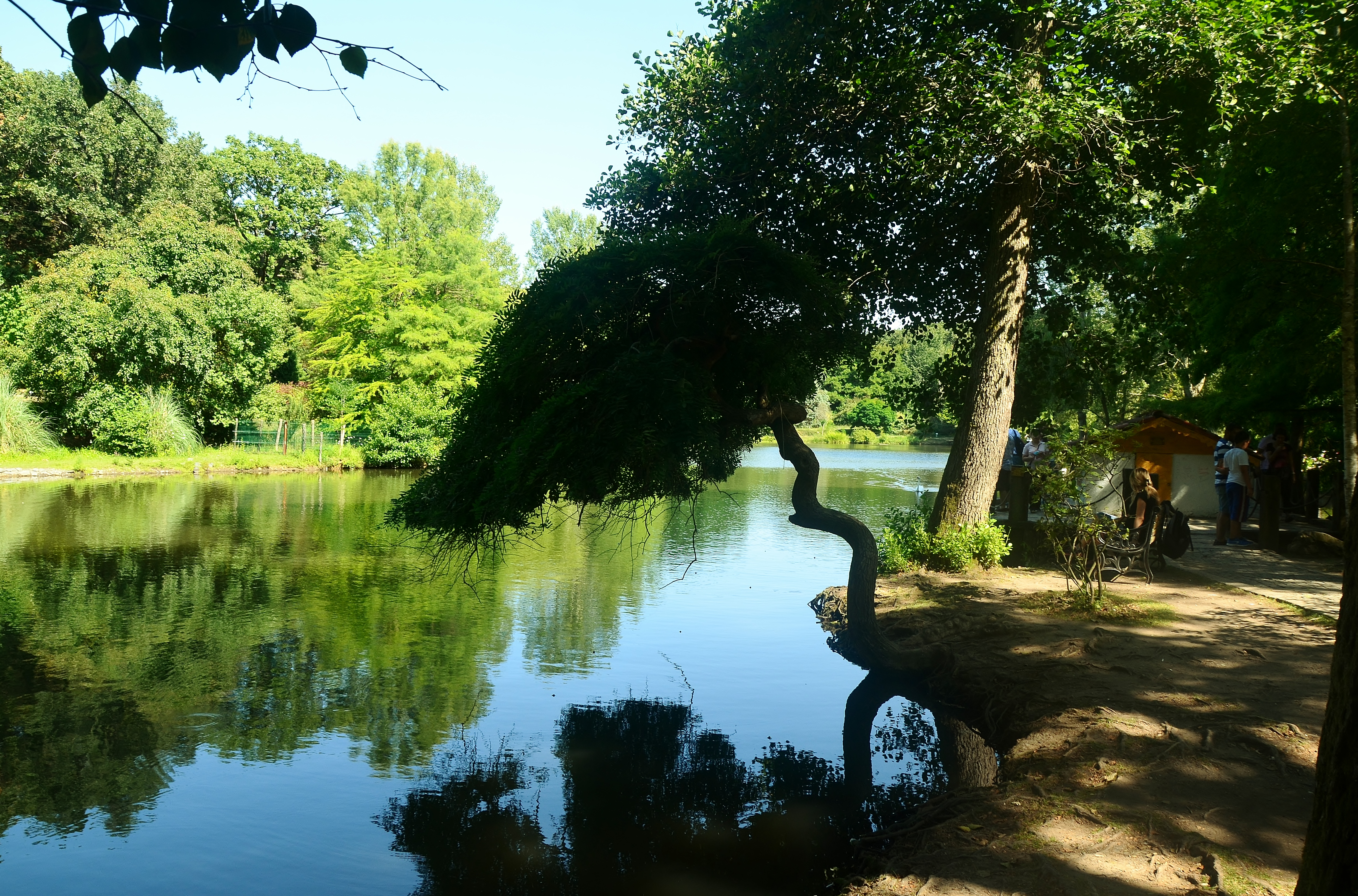
Большой пруд.
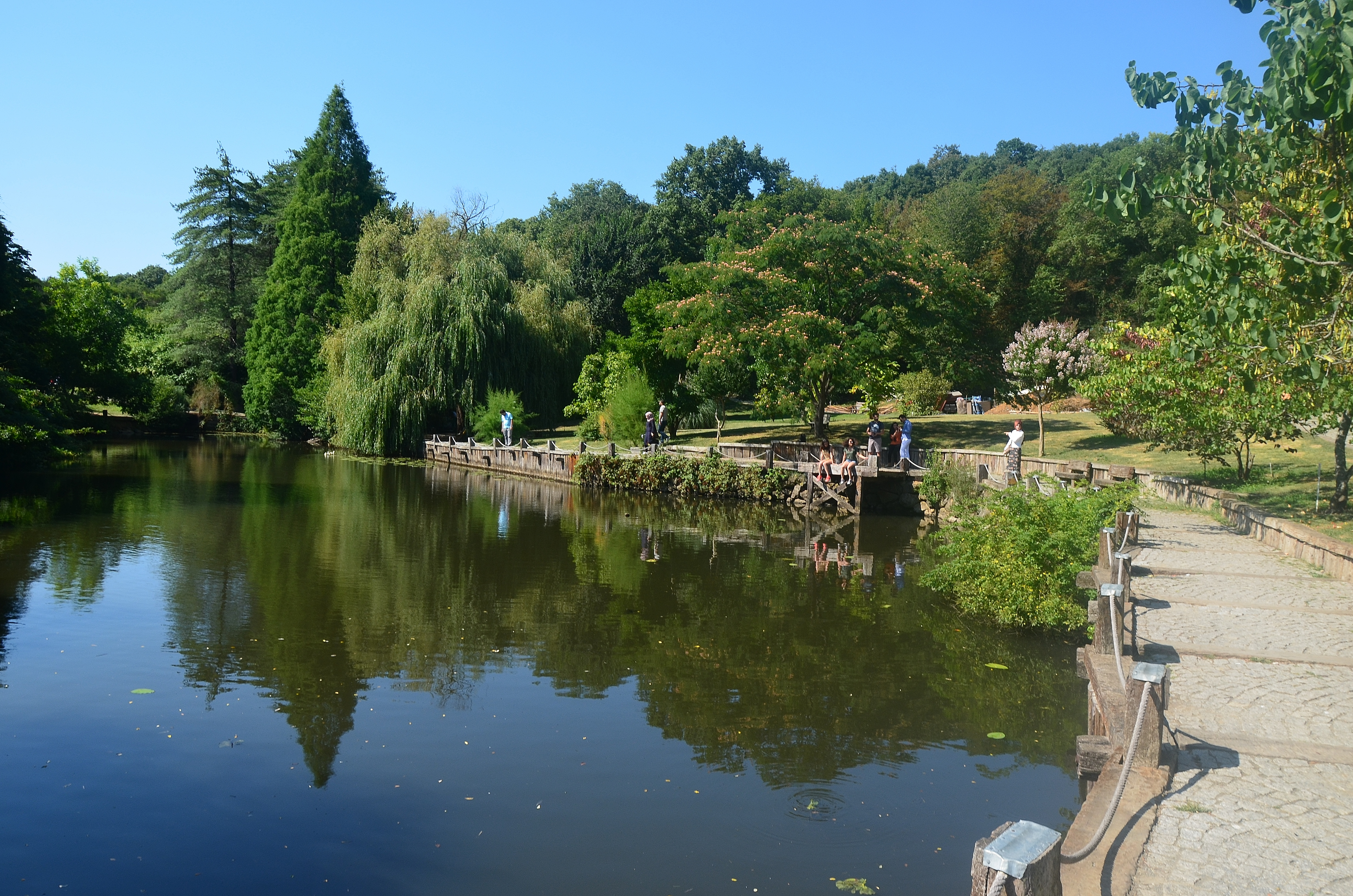
Маленький пруд.
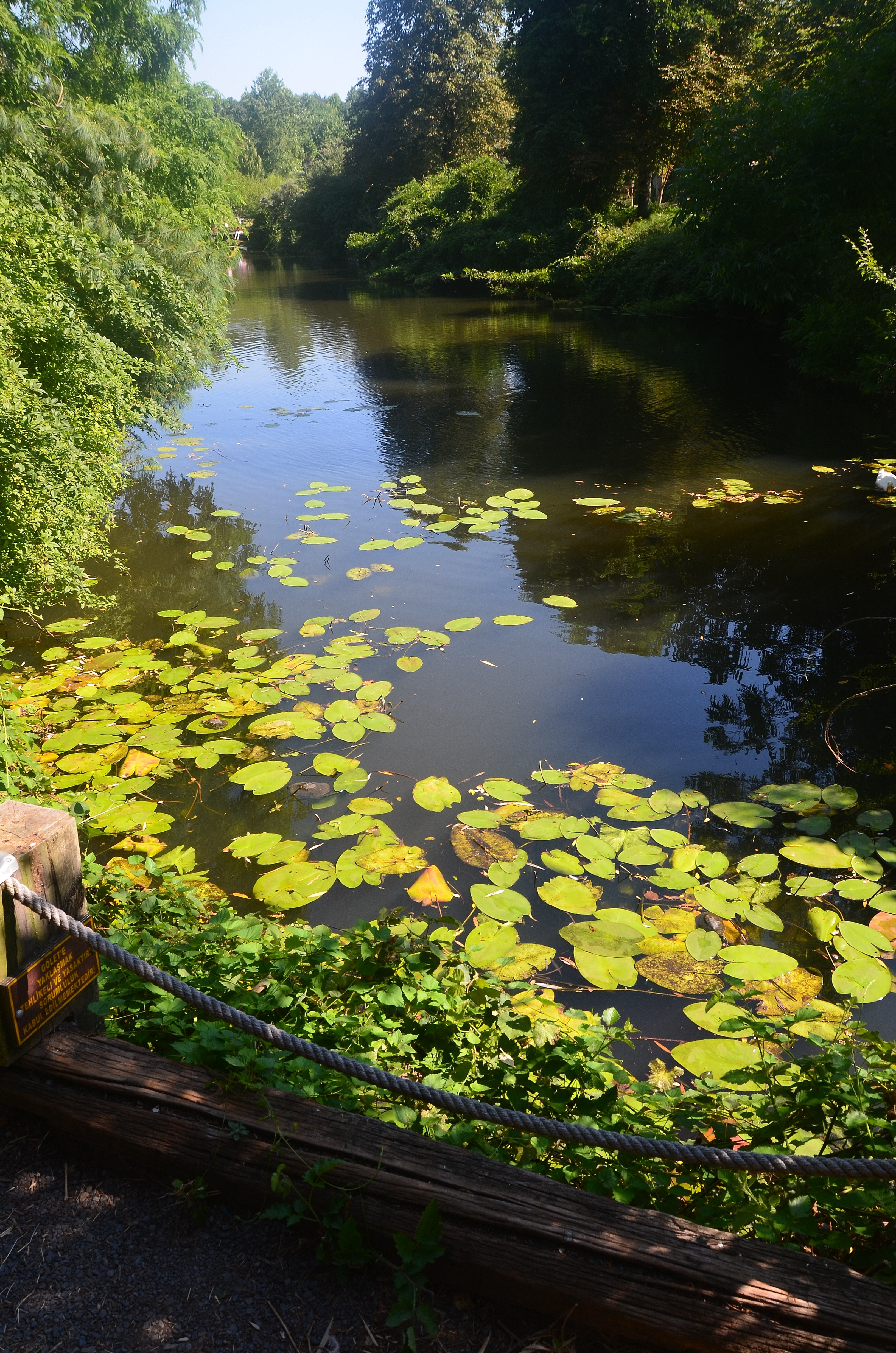
Лилии в пруду.
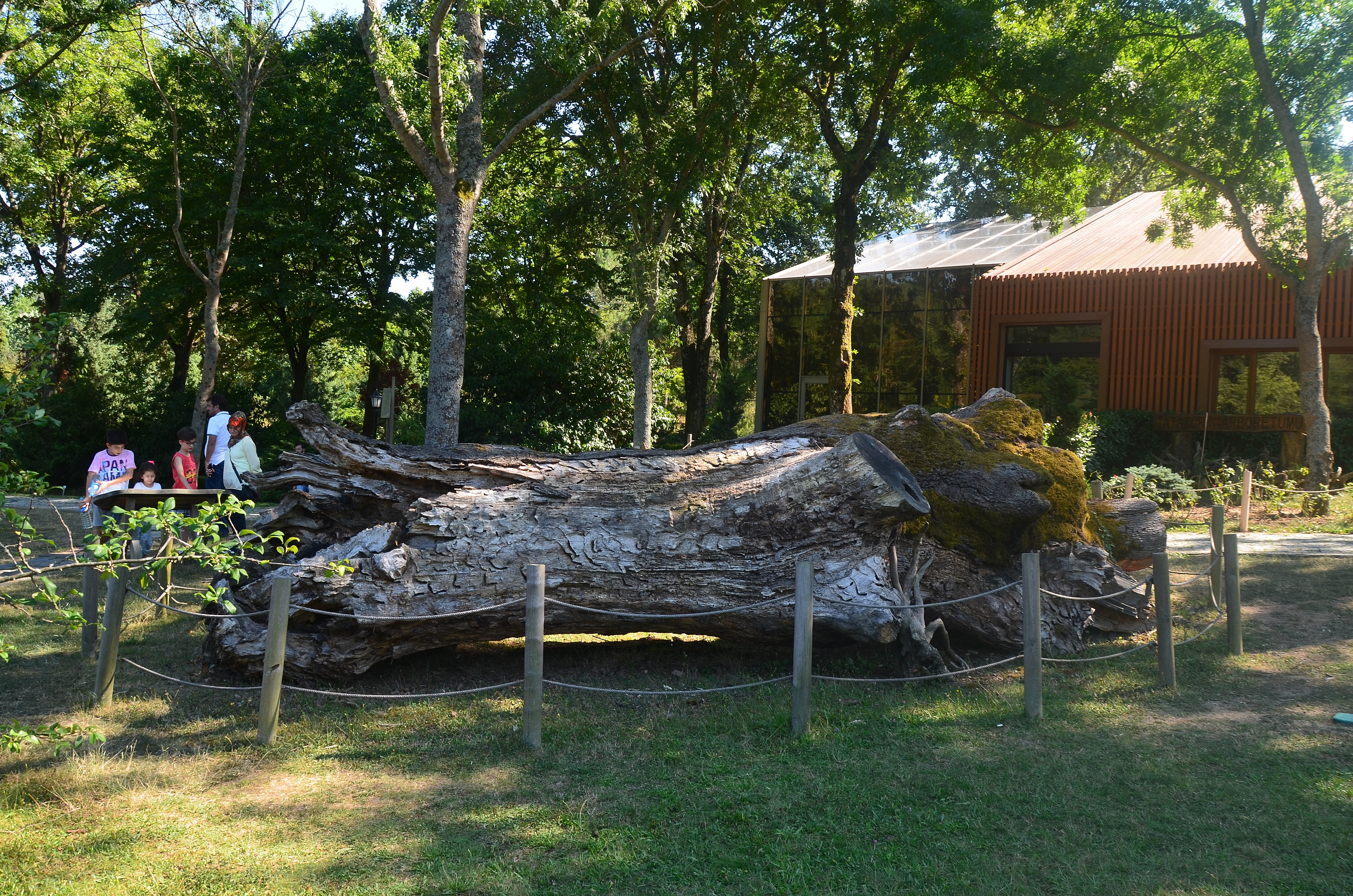
Ствол старого дуба.
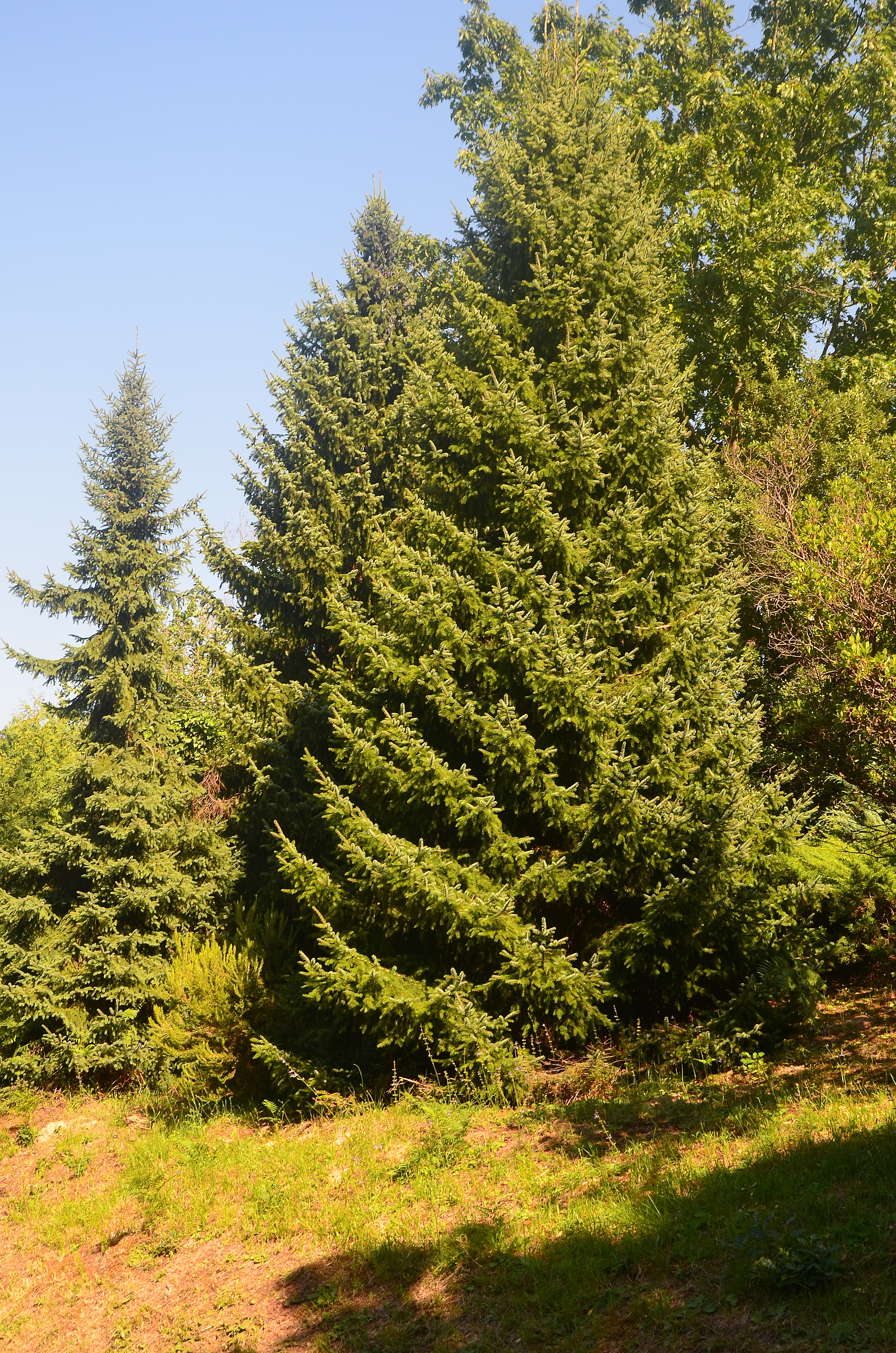
Хвойные деревья.
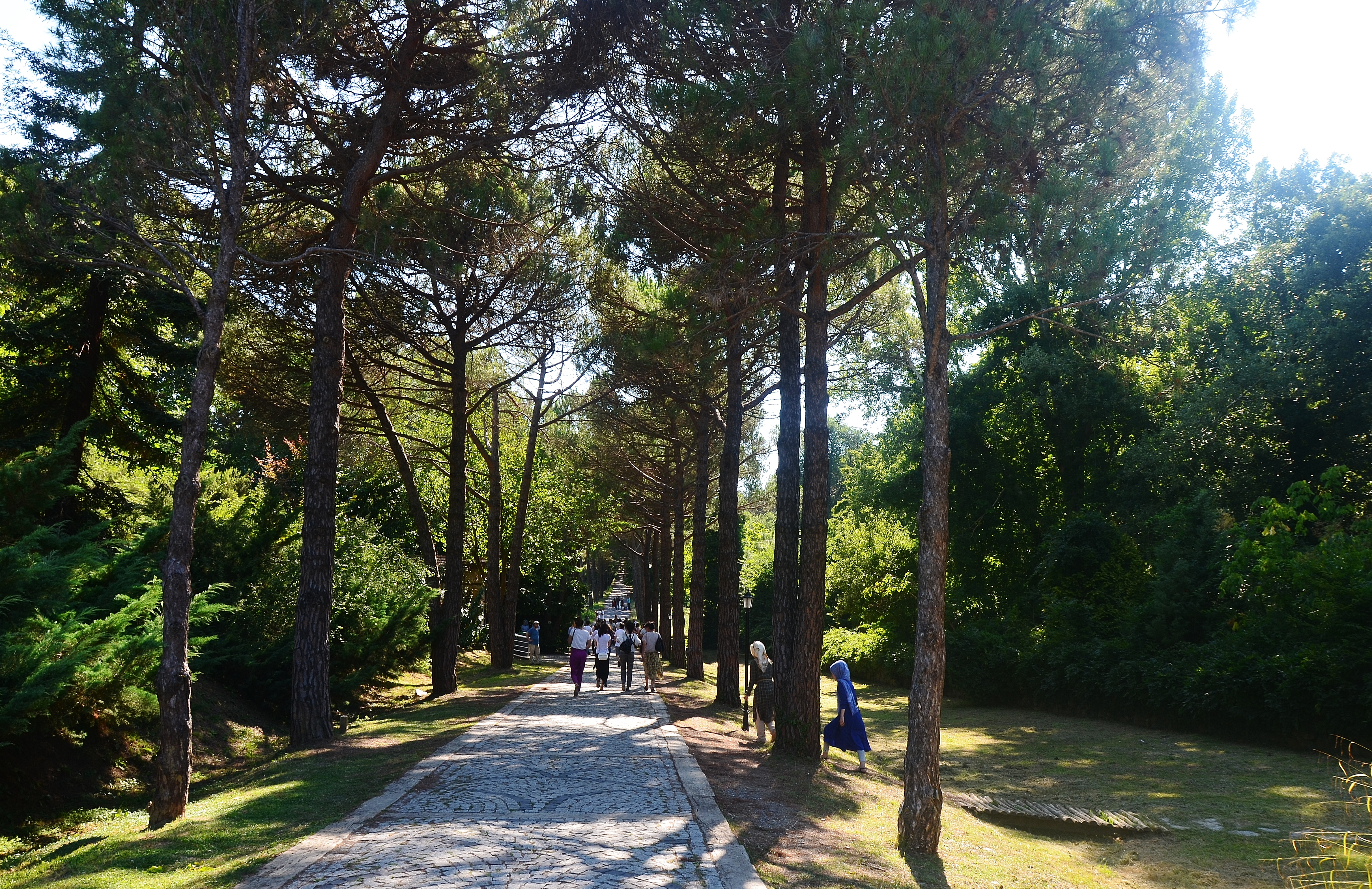
Тропа.
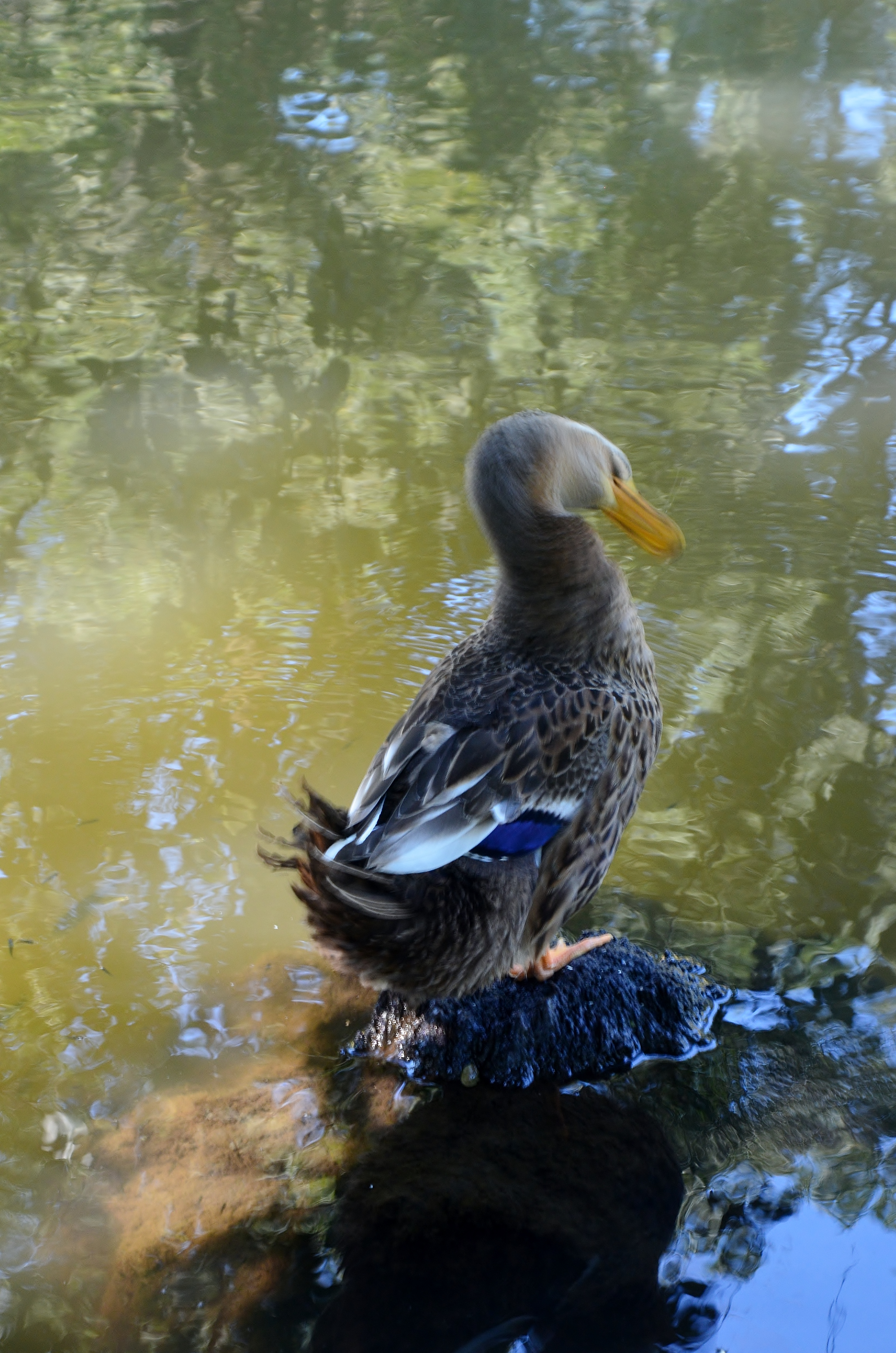
Утка в большом пруду.
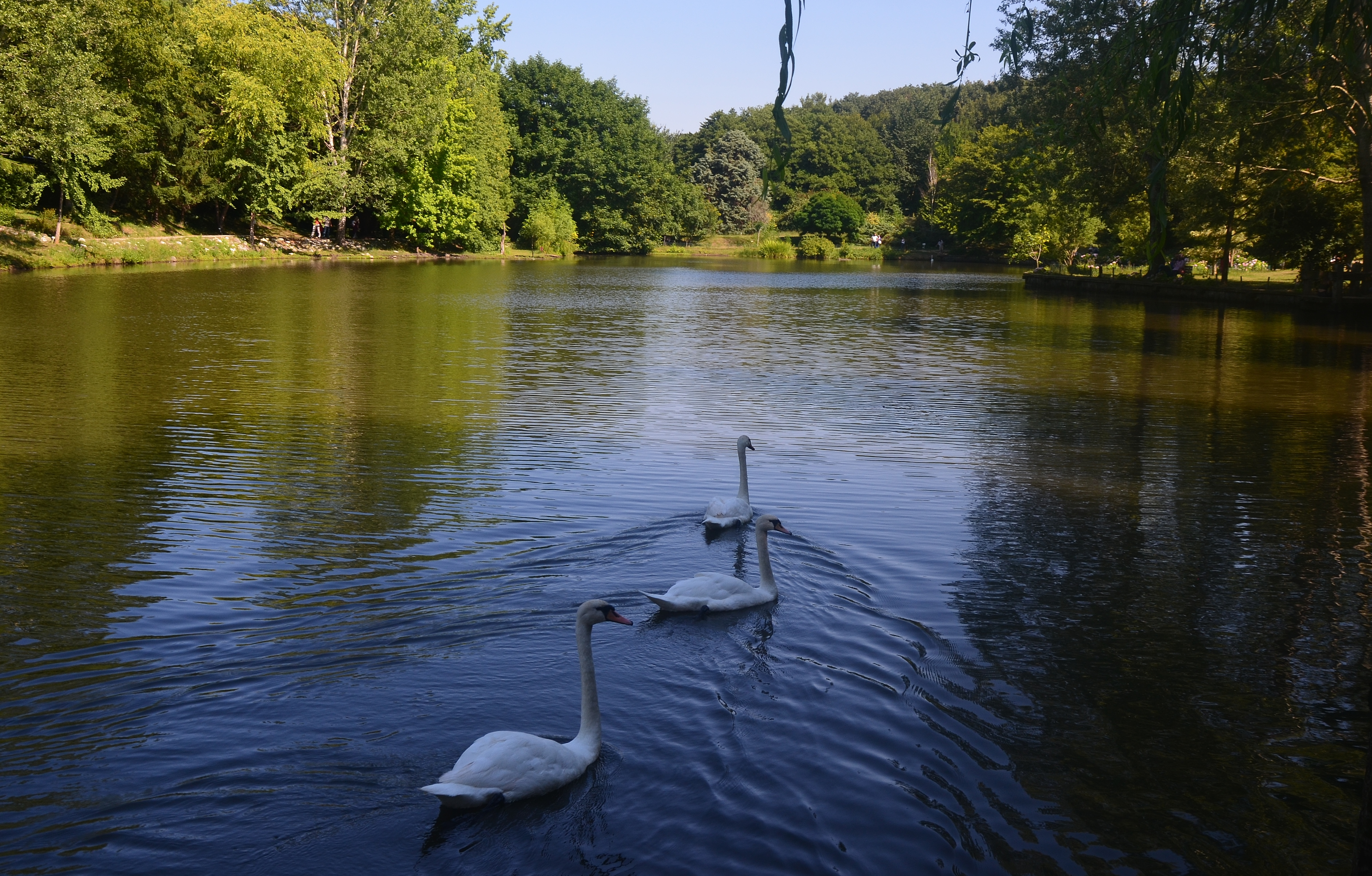
Лебеди в большом пруду.